# Allograpta hians
Allograpta hians är en tvåvingeart som först beskrevs av Günther Enderlein 1938.  Allograpta hians ingår i släktet Allograpta och familjen blomflugor. Inga underarter finns listade i Catalogue of Life.